# Klientela
Klientela pochází z latinského cliens (svěřenec, chráněnec) a znamená soubor závislých osob, chráněnců. Ve starověku byli klienti původně bezzemci, bezprávní příslušníci rodové domácnosti (hospodářství), později chráněnci nebo přívrženci.
V moderní době dostalo slovo klient význam zákazníka, platícího odběratele zboží nebo služeb. Pronikáním tohoto obchodního vztahu do politiky může vznikat politický klientelismus, což je systém vztahů ve společnosti a v institucích založený na vzájemných úsluhách mezi závislými klienty (chráněnci) a mocnými osobami (patrony).
Podle teorie sociálních sítí jsou si účastníci sociální směny navzájem rovni, když udržují kontakty a vyměňují si mezi sebou služby. Neexistují mezi nimi žádné vztahy mocenské nadřízenosti a podřízenosti. Pouze jejich vlastní svobodná volba rozhoduje o tom, s kým vztah naváží a jak dlouho ho budou udržovat. Teorie sítí v tomto bodě silně připomíná představy o teorii dokonalého trhu.

## Historie
Ve starověkém Římě tvořili původně klientelu závislí členové hospodářství či domácnosti svého svobodného pána, patrona, který měl občanská práva. Vztah mezi klientem a patronem se později rozvolnil, přesto se řídil určitými pravidly. Klient byl zavázán, že svého pána bude ctít a poslouchat, pomáhat mu (například v boji) a účastnit se rodových slavností (např. svatby, pohřby a tak dále), jelikož byl považován za součást domácnosti či rodu svého patrona a obvykle nosil jeho rodové jméno. Patron na oplátku svého klienta zastupoval a chránil před soudem, poskytoval mu hmotnou pomoc (především v krizových situacích) a podobně. Pokud měl klient dostatek finančních prostředků, měl naopak on povinnost za svého patrona složit výkupné. Klient svými doporučeními mohl získávat další klienty svému pánovi. V případě, že se klientův patron angažoval v politice, musel ho jeho klient podpořit.
Vztah mezi klientem a patronem mohl být i do určité míry přátelský, musela se však dodržovat určitá nepsaná pravidla, například že proti sobě nemohli svědčit u soudu. Podobný vztah existoval i ve starověkých Athénách, kde se klient nazýval pelatés.
O původu klientského vztahu existuje řada teorií, žádná ale není potvrzena. Mohli to být potomci přistěhovalců, kteří se později spřátelili s patrony, příslušníci porobených italských obcí či propuštění otroci. Později se jejich počet navyšoval, ale jejich politický význam se ztrácel, takže už nebyli pro patrony tak významní. I v moderních dějinách se podobný vztah může vyskytnout jako politický klientelismus, kdy si vysoce postavení prostřednictvím níže postavených udržují svou moc a současně jim za jejich služby zajišťují ochranu.

## Podstata klientelismu
Klientelismus může být příkladem instituce, jenž lidé provozují, i přesto, že ji veřejně neschvalují. V tradičních společnostech hrály klientské vztahy podstatnou roli ve fungování sociálního systému. V moderní společnosti obdržely tyto vztahy např. formu politického klientelismu.
Podstatou každého klientelismu je nerovný, avšak současně reciproký vztah mezi patronem a jeho klienty. Patron jako vlivná osoba velkoryse uděluje svým klientům žádané statky a poskytuje vybrané služby. Úkolem klientů je pak oddanost svému patronovi a do určité míry i podporování jeho zájmů. Jejich vztah je zcela osobní, i když může běžně zahrnovat i celé rodiny, někdy i po více generací.
Toto protikladné spojení nerovného vztahu a oboustranné závislosti (charakteristický rys klasické klientely) se pravidelně objevuje v různých kulturách, zemích a dobách. Nejlépe prostudovaná období dějin klientelismu jsou antický Řím a absolutistická Francie, avšak klientelismus tvoří také podstatnou složku vztahů ve feudální společnosti. V oblasti nadpřirozena pak klientelismus tvoří osu vztahů mezi věřícími především a jejich bohy.[zdroj?] V moderní společnosti se pak klientelismus objevuje v politickém systému. Nejvíce sociologických studií o klientelismu v moderní společnosti pochází z oblasti Středomoří, ze zemí Latinské Ameriky, z Jihovýchodní Asie a hlavně z Japonska.

## Znaky klasického klientelismu
1. Po mocenské stránce je vztah mezi patronem a jeho klienty nerovný, ale přitom přináší zisk oběma stranám. Čím je patron mocnější, tím vyšší je pro jeho klienty satisfakce z existujícího vztahu. Klientský vztah je proto protikladem k ideálům rovnosti mezi lidmi.
2. Obě strany mají vůči sobě jisté závazky různorodé podoby.
3. Závazky patrona:
  1. Zajištění klienta po materiální stránce   
  2. Podpora klienta v kritických situacích (zadlužení, nečekané výdaje…)
  3. Ochrana klienta (vojensky, právní formou, intervencemi u orgánů…)
  4. Používání vlastních kontaktů při prosazování zájmů klienta
4. Závazky klienta:
  1.  Poskytování služeb podle přání patrona
  2. Svým hlasem (případně zbraní) podpírat pozici patrona
  3. Svoji loajalitou zvyšovat jeho vliv
  4. Podpora patrona při organizaci jakékoliv akce (např. kandidatura ve volbách…)
  5. Získávání dalších klientů
  6. Vyjadřování úcty
5. Směna statků a služeb mezi patronem a jeho klienty neprobíhá současně a nebývá kalkulována jako rovnost zisků a ztrát obou stran. Jinými slovy není vymezen časový interval mezi darem a protidarem a hodnota navzájem poskytovaných služeb většinou ani není souměrná.
6. Vztah není právně ani smluvně podchycen, přesto je pro patrona i klienta do určité míry závazný. Je založen především na emocionálních vazbách.

## Klientela vs. tržní směna
Ve společnosti, kde jsou žádané statky distribuovány tržně, se musí trvat na ideologii rovnosti a směňované statky musí být zároveň souměřitelné (musí existovat obecný ekvivalent, který umožní hodnotu těchto statků vyjádřit na základě nějakého společného jmenovatele). Rovnost směňujících partnerů i souměřitelnost směňovaných statků má smysl teprve v tom, že umožňuje směňujícím racionálně kalkulovat podmínky směny, maximalizovat zisk v poměru k nákladům.
V případě klientely není tato kalkulace reálná. Díky zřejmé nerovnosti obou stran nemůže vzniknout otázka symetrického zisku. Závislý klient přijímá vše, co lze považovat za projev přízně patrona. Stupeň vděčnosti za odměnu není dán pouze velikostí odměny, ale spíše mocí patrona od něhož dar přichází. Klientela tedy nefunguje tržně. Je to instituce, která zajišťuje distribuci statků a služeb, jejichž cena není stanovena.
Základem klientelismu jako sociální instituce je skutečnost, že statky a služby, které nelze koupit, lze získat jednoduše tím, že člověk náleží do skupiny, která k těmto věcem přístup má. Je to tedy přímá negace principu fungování trhu, jenž je vždy veřejně přístupný.
Klientský vztah není proto ani přátelstvím (přátelé jsou si rovni), ani čistě mocenskou závislostí (implikace jednosměrnosti poskytování služeb), ale kombinací obou těchto protikladných typů vztahů. 